# L'École Zarbi déménage
L'École Zarbi déménage (Wayside School is Falling Down) est un roman pour enfants écrit par Louis Sachar et illustré par Laurent Audouin, publié aux États-Unis aux éditions Harper Collins Publishers en 1989 puis France aux éditions Bayard Jeunesse en 2004.

## Résumé
Une école où les élèves enlèvent leurs chaussettes avant de faire une dictée ? Où les histoires commencent par la fin ? Où la maîtresse jette des ordinateurs par la fenêtre ? Où le directeur est un hobgriblick de l'espace ? Pas de doute : c'est l'école Zarbi !

## Éditions
Édition petit format : Bayard Jeunesse Poche, Collection Délires, 2004  (ISBN 2-747-007-60-X).